# Adolphe Le Flô
Adolphe Charles Emmanuel Le Flô (Lesneven, 2 novembre 1804 – Morlaix, 16 novembre 1887) è stato un generale e politico francese.

## Biografia
Lasciata la scuola di Saint-Cyr nel 1825, fece servizio a Costantina, divenendo colonnello il 20 ottobre 1844 e brigadiere generale nel 1848. Lo stesso anno venne eletto deputato del Finistère all'Assemblea Costituente e fu ministro plenipotenziario in Russia, guadagnandosi l'amicizia dello Zar. Venne rieletto nel maggio del 1849 all'Assemblea Legislativa e divenne questore. Le sue posizioni lo portarono a contrastare la politica di Napoleone III, il che lo portò ad essere bandito dopo il colpo di Stato del 2 dicembre 1851. Si rifugiò a Jersey, dove incontrò Victor Hugo, per tornare in Francia nel 1857.
Nel 1870, dopo la proclamazione della Terza Repubblica, divenne Ministro della Guerra nel Governo di Difesa Nazionale e ottenne i gradi di Maggiore Generale. Ebbe lo stesso incarico ministeriale nel Governo Thiers il 19 febbraio 1871, ma nel giugno dello stesso anno dovette dare le dimissioni, a seguito dell'assedio di Parigi e della Comune.
Fu eletto deputato dal 1871 al 1876. Ambasciatore a San Pietroburgo dal 1871 al 1879, cercò con le sue conoscenze in Russia di neutralizzare le politiche aggressive della Germania. In quegli anni venne promosso a Grande Ufficiale della Legion d'onore.